# Het geheim van een goed huwelijk
Het geheim van een goed huwelijk is een Net5-programma uitgezonden in het najaar van 2014.
In het programma worden vier pasgetrouwde koppels gevolgd. Twee hebben elkaar zelf gevonden en de andere koppels hebben elkaar voor het eerst voor het altaar gezien en zijn gekoppeld via de wetenschap.
De wetenschappelijke koppels worden gematcht door middel van bijvoorbeeld een MRI-scan en geurtesten, welke 4 personen de meeste overeenkomsten hebben worden gematcht. De koppels worden gevolgd in hun leven en moeten ook opdrachten uitvoeren zoals een paar dagen een baby verzorgen, meubels in elkaar zetten, op vakantie gaan, leven op een krap budget, boodschappen doen.
Alleen afleveringen 1 t/m 6 zijn uitgezonden op Net5,  de overige afleveringen waren te bekijken op KIJK wegens tegenvallende kijkcijfers.

## Koppels
Natuurlijk liefdeskoppel
- Bart (28) &  Jaimy (25)
- Ronald (40) &  Robin (25) gescheiden

Wetenschappelijk koppel
- Richard (38) &  Rianne (28) gescheiden
- Merijn (28) &  Myléne (26) gescheiden

## Trivia
- Jaimy heeft al een zoontje van twee uit een eerdere relatie.